# Bacchisa guerryi
Bacchisa guerryi är en skalbaggsart som först beskrevs av Maurice Pic 1911.  Bacchisa guerryi ingår i släktet Bacchisa och familjen långhorningar.
Artens utbredningsområde är Burma. Inga underarter finns listade.